# Indotipula gracilis
Indotipula gracilis är en tvåvingeart som först beskrevs av Enrico Adelelmo Brunetti 1911.  Indotipula gracilis ingår i släktet Indotipula och familjen storharkrankar. Inga underarter finns listade i Catalogue of Life.